# Rhaebo

Rhaebo es un género de anfibios anuros de la familia Bufonidae. Algunos autores lo consideran un subgénero de Bufo, donde estaba antes de 2006.

## Distribución geográfica
Las especies de este género se encuentran en América central y el centro-norte de Sudamérica.

## Lista de especies
Se reconocen las siguientes 13 según ASW:
- Rhaebo andinophrynoides  Mueses-Cisneros, 2009
- Rhaebo atelopoides (Lynch & Ruiz-Carranza, 1981)
- Rhaebo blombergi  (Myers & Funkhouser, 1951)
- Rhaebo caeruleostictus  (Günther, 1859)
- Rhaebo colomai (Hoogmoed, 1985)
- Rhaebo ecuadorensis[3] Mueses-Cisneros, Cisneros-Heredia & McDiarmid, 2012
- Rhaebo glaberrimus  (Günther, 1869)
- Rhaebo guttatus  (Schneider, 1799)
- Rhaebo haematiticus  (Cope, 1862)
- Rhaebo hypomelas  (Boulenger, 1913)
- Rhaebo lynchi  Mueses-Cisneros, 2007
- Rhaebo nasicus  (Werner, 1903)
- Rhaebo olallai (Hoogmoed, 1985)

## Publicación original
- Cope, 1862 : Catalogues of the Reptiles Obtained during the Explorations of the Parana, Paraguay, Vermejo and Uraguay Rivers, by Capt. Thos. J. Page, U. S. N.; And of Those Procured by Lieut. N. Michler, U. S. Top. Eng., Commander of the Expedition Conducting the Survey of the Atrato River. Proceedings of the Academy of Natural Sciences of Philadelphia, vol. 14, p. 346-359 & 594 (texto íntegro).